# Mitoyo
Mitoyo (japanisch 三豊市 Mitoyo-shi) ist eine kreisfreie Stadt (-shi) in der japanischen Präfektur (-ken) Kagawa, in der 2006 alle bis dahin verbliebenen Gemeinden aus dem Kreis (-gun) Mitoyo zusammengeschlossen wurden.

## Geschichte
Mitoyo entstand am 1. Januar 2006 durch die Verschmelzung aller sieben Gemeinden des früheren Landkreises Mitoyo: Mino (三野町, -chō), Nio (仁尾町, -chō), Saita (財田町, -chō), Takase (高瀬町, -chō), Takuma (詫間町, -chō), Toyonaka (豊中町, -chō) und Yamamoto (山本町, -chō).

## Sehenswürdigkeiten

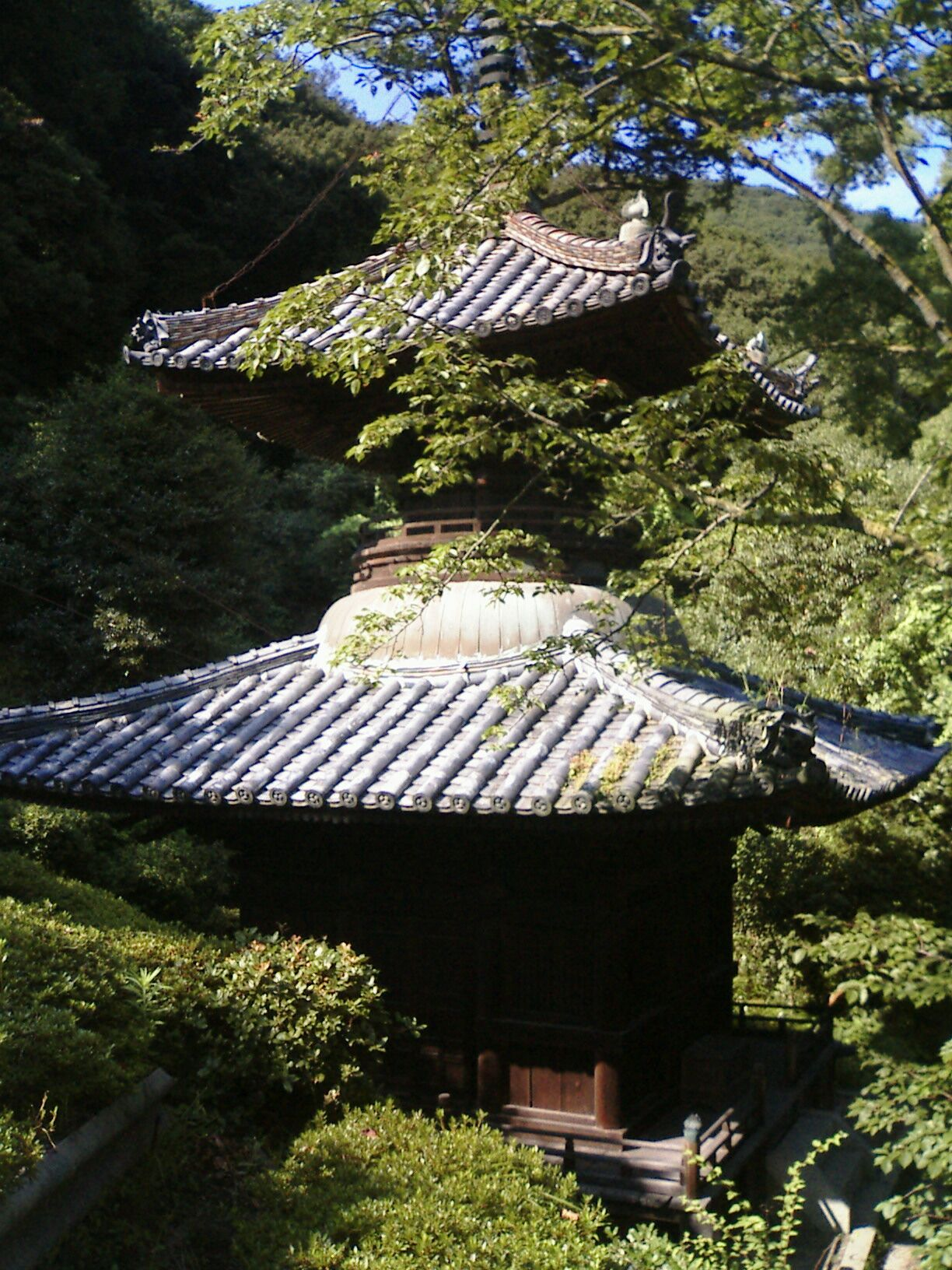
Tahō-Pagode des Iyadani-ji

- Motoyama-ji, Tempel Nr. 70 des Shikoku-Pilgerwegs
- Iyadani-ji, Tempel Nr. 71 des Shikoku-Pilgerwegs

## Verkehr
- Zug:
  - JR Yosan-Linie
  - JR Dosan-Linie
- Straße:
  - Takamatsu-Autobahn
  - Nationalstraße 11: nach Tokushima und Matsuyama
  - Nationalstraße 32
  - Nationalstraße 319,377

## Söhne und Töchter der Stadt
- Kimiyo Matsuzaki (* 1938 im früheren Takase), Tischtennisspielerin
- Kazuyuki Manabe (* 1970), Straßenradrennfahrer
- Kento Momota (* 1994), Badmintonspieler

## Angrenzende Städte und Gemeinden
- Miyoshi
- Kan’onji
- Zentsūji
- Kotohira
- Mannō
- Tadotsu